# Свенска Аеро Ј 5 Јактфалкен
Свенска Аеро Ј 5 Јактфалкен или Свенска Аеро SA-11 (швед. Svenska Aero J 5 Jaktfalken) је шведски ловачки авион. Први лет авиона је извршен 1929. године. 

Био је наоружан са 2 предња митраљеза калибра 8 мм.

## Наоружање
| Наоружање авиона: Свенска Аеро Ј 5 Јактфалкен |   |
| Ватрено (стрељачко) наоружање                 |   |
| Топ                                           |   |
| Митраљез                                      |   |
| Број и ознака митраљеза                       | 2 |
| Калибар                                       | 8 |
| Бомбардерско наоружање (бомбе)                |   |
| Ракетно наоружање (ракете)                    |   |